# Peromyia simpla
Peromyia simpla är en tvåvingeart som beskrevs av Jaschhof 2001. Peromyia simpla ingår i släktet Peromyia och familjen gallmyggor. Inga underarter finns listade i Catalogue of Life.